# Episodi di Mr. Robot (quarta stagione)
La quarta ed ultima stagione della serie televisiva Mr. Robot, composta da 13 episodi, è stata trasmessa in prima visione assoluta negli Stati Uniti dal 6 ottobre al 22 dicembre 2019, con gli ultimi due episodi della serie trasmessi nella stessa serata.
In Italia la stagione viene trasmessa dal 15 ottobre 2019 al 19 gennaio 2020 su Premium Action.
Il 31 dicembre sono stati trasmessi gli ultimi episodi in lingua originale sottotitolati.
I titoli originali e quelli italiani proposti da Prime Video dei primi dieci episodi di quest'ultima stagione prendono il nome dai codici di errore tipici del protocollo di rete HTTP, mentre gli ultimi 3 da comandi Unix.
| n° | Titolo originale                  | Titolo italiano                 | Prima TV USA     | Prima TV Italia  |
| -- | --------------------------------- | ------------------------------- | ---------------- | ---------------- |
| 1  | 401 Unauthorized                  | Non autorizzato                 | 6 ottobre 2019   | 15 ottobre 2019  |
| 2  | 402 Payment Required              | Tutto ha un prezzo              | 13 ottobre 2019  | 22 ottobre 2019  |
| 3  | 403 Forbidden                     | Proibito                        | 20 ottobre 2019  | 29 ottobre 2019  |
| 4  | 404 Not Found                     | Perso per sempre                | 27 ottobre 2019  | 5 novembre 2019  |
| 5  | 405 Method Not Allowed            | Metodo non consentito           | 3 novembre 2019  | 12 novembre 2019 |
| 6  | 406 Not Acceptable                | Inaccettabile                   | 10 novembre 2019 | 19 novembre 2019 |
| 7  | 407 Proxy Authentication Required | Necessaria autenticazione proxy | 17 novembre 2019 | 26 novembre 2019 |
| 8  | 408 Request Timeout               | Richiesta scaduta               | 24 novembre 2019 | 3 dicembre 2019  |
| 9  | 409 Conflict                      | Conflitto                       | 1º dicembre 2019 | 10 dicembre 2019 |
| 10 | 410 Gone                          | Spariti                         | 8 dicembre 2019  | 17 dicembre 2019 |
| 11 | eXit                              | Uscita                          | 15 dicembre 2019 | 24 dicembre 2019 |
| 12 | whoami                            | Whoami                          | 22 dicembre 2019 | 18 gennaio 2020  |
| 13 | Hello, Elliot                     | Ciao, Elliot                    | 22 dicembre 2019 | 19 gennaio 2020  |

## Non autorizzato
- Titolo alternativo: 401 Non autorizzato
- Titolo originale: 401 Unauthorized
- Diretto da: Sam Esmail
- Scritto da: Sam Esmail

### Trama
Price offre ad Angela la possibilità di fuggire e ricominciare una nuova vita. Di fronte alla tenacia della ragazza, determinata a rimediare ai propri errori, Price è costretto a lasciare che la figlia venga uccisa dalla DarkArmy. Whiterose è informato che, dopo l'hackeraggio di Elliot, l'autorizzazione alla spedizione arriverà di lì a due mesi, dopodiché Elliot potrà essere eliminato.
Natale si avvicina ed Elliot contatta Freddy Lomax, l'avvocato di Zhi Zang (alias Whiterose), che conosce gli affari della DarkArmy con la Cyprus National Bank. Lomax fa il nome di John Garcin, un collega che può aiutare Elliot ad avere ulteriori informazioni. Braccato da agenti della DarkArmy e consapevole di non avere vie d'uscita, Lomax decide di suicidarsi sparandosi un colpo di pistola. Ancora sotto shock per quanto le è accaduto, Dom si è trasferita a casa della madre Trudy. Costei invita a cena Janice, una tassidermista incontrata in chiesa, per presentarla alla figlia nel tentativo di sollevarle il morale. Janice si rivela essere un'agente della DarkArmy, minacciando Dom di tornare al lavoro per assumere l'incarico che le è stato assegnato e risolvere il caso Santiago, altrimenti verrà fatto del male a Trudy. Darlene afferma di aver visto Angela, ma Elliot non le crede in quanto la DarkArmy gli ha spedito una fotografia del cadavere dell'amica. Devastata per le conseguenze degli ultimi eventi, Darlene è precipitata nel tunnel della droga.
Elliot si reca nell'appartamento di Garcin, realizzando che si tratta di una trappola ordita da Lomax per consegnarlo alla DarkArmy. Elliot è portato via da due uomini e narcotizzato. Al suo risveglio trova davanti a sé Price a dargli il bentornato.

## Tutto ha un prezzo
- Titolo alternativo: 402 Pagamento richiesto
- Titolo originale: 402 Payment Required
- Diretto da: Sam Esmail
- Scritto da: Kyle Bradstreet

### Trama
Price racconta a Elliot che, al termine della Guerra fredda, il giovane ministro Zhi Zang fondò il Deus Group, un gruppo di investimento che radunava gli uomini più ricchi e potenti del pianeta. Nel tempo Zhang ha piegato il Deus Group al perseguimento dei suoi obiettivi personali, diventandone il padrone assoluto. Elliot ha otto giorni di tempo per rintracciare Susan Jacobs, sparita da diverso tempo, l'unica persona che tramite la Evil Corp è in grado di accedere al Deus Group. La madre di Elliot e Darlene è morta. Liberando la stanza della clinica presso cui era ricoverata, i due ragazzi trovano tra gli effetti personali il numero di una cassetta di sicurezza che tuttavia non esiste più, in quanto la donna aveva smesso di pagare l'affitto e, da protocollo, la banca si era vista costretta a svuotarla. Dom rilascia la sua deposizione sull'agente speciale Santiago, mentendo nell'affermare che faceva il doppio gioco per un pericoloso cartello della droga anziché per la DarkArmy. L'agente Horton, colui che ha raccolto la deposizione di Dom, muore in quello che appare come suicidio. Tuttavia, Dom riceve un messaggio da Janice che le fa capire come ci sia lei dietro la morte di Horton.
Price annuncia a Whiterose che entro la fine dell'anno intende rassegnare le dimissioni dalla E Corp e, di conseguenza, dal Deus Group. Nonostante Whiterose avesse respinto le dimissioni, poiché il loro codice prevede che non possa lasciare fino a quando non verrà individuato il suo successore, Price forza la mano e annuncia l'irrevocabilità del proprio passo indietro. Sepolta la madre, Darlene confessa a Elliot di aver ucciso Susan Jacobs mentre lui era in carcere, ma ora è pronta a stare al suo fianco contro la DarkArmy. A preoccupare Elliot è un altro possibile avversario, Fernando Vera, di cui Darlene gli aveva parlato in un momento di confusione emotiva che lo aveva portato a sottovalutare il dettaglio del suo ritorno in città.

## Proibito
- Titolo alternativo: 403 Dimenticato
- Titolo originale: 403 Forbidden
- Diretto da: Sam Esmail
- Scritto da: Courtney Looney

### Trama
1982. Il giovane imprenditore Zhi Zhang ha chiuso un accordo con l'IBM per uno sconto al governo cinese sulle tasse delle licenze tecnologiche. Zhang intratteneva una relazione con il suo assistente Chen che, rientrato da un incontro con i manager dell'IBM, trova Zhang vestito da donna (e accetta questo suo lato femminile). Successivamente Zhang, per non ostacolare la propria carriera politica che l'avrebbe portato a diventare ministro della Sicurezza nazionale, tenta di persuadere Chen, costretto dal padre a sposarsi, a nascondere la sua omosessualità. Tutt'altro che convinto dalle parole dell'amante, ritenendo che non avrebbe mai trovato la felicità, Chen si suicida tagliandosi la gola.
Presente. Whiterose convoca una riunione del gruppo Deus per il giorno di Natale, avendo stabilito di accogliere le dimissioni di Price e assegnare il suo incarico a Tyrell. Elliot incontra Krista per strada, la quale minaccia di intraprendere un'azione legale qualora tentasse di avvicinarla nuovamente. Fernando Vera, che ha fatto pedinare Elliot, ritiene che Krista abbia qualche informazione da usare contro di lui. Darlene ha individuato il contatto di Susan Jacobs alla Cyprus National Bank: si tratta di Olivia Cortez. Introdottosi nella casa di Olivia, Elliot non è in grado di piratare il suo computer perché sprovvisto del token della banca in possesso della donna. Elliot la raggiunge nel pub dove aveva appuntamento con un uomo conosciuto su Internet, riuscendo a farsi invitare da lei per trascorrere la notte insieme e rubarle il token. Recandosi alla AllSafe, Elliot si accorge di essere seguito da un camioncino bianco e cambia strategia, tornando nel suo appartamento che è stato forzato da Tyrell. Costui gli comunica che l'indomani sarà nominato CEO della Evil Corp, ed Elliot lo zittisce, avvertendolo che la DarkArmy li sta spiando.

## Perso per sempre
- Titolo alternativo: 404 Nessun risultato
- Titolo originale: 404 Not Found
- Diretto da: Sam Esmail
- Scritto da: Kyle Bradstreet

### Trama
Tyrell colpisce l'uomo della DarkArmy che stava intercettando la sua conversazione con Elliot, dopodiché i due prendono possesso del van bianco con l'intenzione di bruciarlo in una remota stazione di servizio. Usciti dopo aver pagato la benzina, si accorgono che il van è sparito e la cassiera suggerisce loro di raggiungere Pikes Hollow a piedi. Darlene ha scoperto che Olivia non possiede permessi sufficienti per trasferire denaro dal conto del Deus Group, quindi non resta altra soluzione che violare la Virtual Realty, l'azienda che detiene i server della Cyprus National Bank. Risentita perché Elliot non sta rispondendo alle sue telefonate, Darlene raggiunge il suo appartamento e scopre che il fratello sta scappando insieme a Tyrell. Dom trascorre la vigilia di Natale sola in casa sua, sognando di invitare una donna conosciuta in chat che si rivelava essere un'agente della DarkArmy e l'affogava nella vasca da bagno.
Quasi arrivati a Pikes Hollow, Tyrell accusa Elliot che non gli importa niente di lui perché lo ha sempre reputato un peso nella sua battaglia per salvare il mondo. Ormai consapevole che a Pikes Hollow troveranno la morte, Elliot ammette i suoi errori e riconosce di non essersi comportato bene nemmeno nei confronti di Darlene. Quest'ultima ha riportato a casa Tobias, un ubriaco vestito da Babbo Natale a cui aveva tentato di rubare la macchina. Elliot e Tyrell trovano il van bianco parcheggiato al lato della carreggiata, con al volante lo stesso uomo a cui lo avevano sottratto. L'uomo esplode diversi colpi di pistola, prima di uccidersi sparandosi al volto. Colpito allo stomaco, Tyrell invita Elliot a completare la missione facendo attenzione a Whiterose. Mentre Elliot si incammina per la sua strada, Tyrell va a morire nella foresta.

## Metodo non consentito
- Titolo alternativo: 405 Metodo non consentito
- Titolo originale: 405 Method Not Allowed
- Diretto da: Sam Esmail
- Scritto da: Sam Esmail

### Trama
Elliot dà fuoco al van bianco ed è riaccompagnato a casa da Darlene, che si autoringrazia dell'aiuto fornito al fratello comunicandogli che non c'è bisogno di parlare, mettendosi al lavoro sull'hackeraggio della Virtual Realty. Sfruttando l'allentamento delle misure di sicurezza dovuto al fatto che è il giorno di Natale, Darlene si introduce nella Virtual Realty assumendo l'identità dell'impiegata Dolores Haze. Elliot, entrato precedentemente mentre Darlene distraeva la guardia all'ingresso, disattiva le telecamere aggiornando il firmware, il che dà loro 40 minuti di tempo per copiare le informazioni. Allertata la polizia per l'intrusione, Elliot fugge in strada, dando a Darlene la possibilità di travestirsi da utente della palestra. Darlene recupera Elliot, quasi braccato dai poliziotti.
Dom è mandata sul luogo in cui sono stati trovati il van bruciato e il cadavere di Tyrell. Janice le ordina di hackerare la locale stazione di polizia, consentendo alla DarkArmy di assumere il controllo delle indagini sul veicolo. Assolto questo compito, Dom trascorre il giorno di Natale a casa della madre con tutta la sua famiglia. Janice la contatta nuovamente, inviandole una fotografia di Elliot e Darlene in fuga, con l'ordine di catturarli. Price riceve comunicazione da Elliot che Tyrell non potrà presenziare alla riunione del Deus Group. Dopodiché l'uomo segue le indicazioni della DarkArmy per scoprire dove avrà luogo il meeting quella sera. Krista incontra Fernando Vera che le dice che è il momento di parlare.
- Note: Ad eccezione delle parole di Darlene ad inizio puntata, "Tranquillo, non c'è bisogno di parlare", e di Vera alla fine, "E' il momento di parlare", l'intero episodio è privo di dialoghi parlati; I pochi scambi di battute avvengono esclusivamente via messaggi di testo.

## Inaccettabile
- Titolo alternativo: 406 Non accettabile
- Titolo originale: 406 Not Acceptable
- Diretto da: Sam Esmail
- Scritto da: Amelia Gray

### Trama
Elliot si presenta a casa di Olivia, invitandola a chiamare il suo capo per ottenere l'accesso alle informazioni classificate della Cyprus National Bank, l'unico modo per fermare il Deus Group. Quando Olivia rifiuta di collaborare, indispettita per essere stata usata da lui, Elliot rivela di aver versato nel caffè che le ha appena offerto una dose di ossicodone ricevuta da Leon. Infatti, la sera del loro incontro, Elliot aveva saputo che Olivia è un'ex tossicodipendente, costretta a restare pulita per non perdere la custodia del figlio. Olivia tenta di suicidarsi tagliandosi i polsi in bagno, ma Elliot la soccorre e, sottolineando come anche lei abbia interesse a distruggere il Deus Group (responsabile della morte di sua madre), la convince a fare la telefonata. Olivia mantiene comunque il suo risentimento verso Elliot, definendolo un mostro persino peggiore rispetto al Deus Group.
I propositi di fuga di Darlene sono neutralizzati da Dom. Costei riceve da Janice l'ordine di uccidere Darlene, essendo considerata di poca utilità dalla DarkArmy, interessata piuttosto a rintracciare la posizione di Elliot. A Dom manca il coraggio di ucciderla, memore del rapporto che le ha unite seppur per una sola notte, al punto che l'agente chiede a lei di spararle per liberare la sua famiglia dal pericolo che incombe su di loro. L'arrivo di Janice interrompe ogni discussione, ma Darlene nel frattempo è riuscita a formattare il proprio cellulare e renderlo inservibile. Vera tiene Krista sotto sequestro in casa sua, pretendendo di conoscere quelle informazioni che gli possono permette di tenere Elliot sotto scacco. Krista rivela che nello schedario del suo ufficio si trova una cartella titolata Mr. Robot in cui troverà ciò di cui ha bisogno. Lasciata libera, Krista telefona a Elliot per avvertirlo che Vera lo sta venendo a cercare. Elliot le dà appuntamento a Washington Square, ma lungo il tragitto è catturato dagli uomini di Vera.

## Necessaria autenticazione proxy
- Titolo alternativo: 407 Autenticazione proxy richiesta
- Titolo originale: 407 Proxy Authentication Required
- Diretto da: Sam Esmail
- Scritto da: Sam Esmail

### Trama
Vera spiega a Elliot il motivo per cui ha bisogno di lui. Rientrato in Repubblica Dominicana, Vera aveva fatto fortuna sfruttando l'attacco del 9 maggio, provando tuttavia un senso di inappagamento per la mancanza di nuovi obiettivi da conquistare. Uno sciamano gli ha vaticinato di tornare a New York, ritrovare la persona che gli aveva sbarrato la strada (Elliot) e conquistare la città insieme a lui. Vera invoca Mr. Robot che rivela di avere un piano per fargli ottenere New York in cambio della libertà di Krista. Elliot impugna una pistola contro Vera e i suoi scagnozzi, accorgendosi però che è scarica, e il gangster minaccia di uccidere Krista come ritorsione per aver cercato di violare i loro accordi. Siccome Elliot ha urlato di aver bisogno di Krista, l'unica persona in grado di capirlo, Vera pretende di assistere a una loro seduta di psicoterapia.
Krista conosce la verità sul giorno in cui Elliot precipitò dalla finestra e afferma che suo padre non è stato l'angelo custode da lui sempre idealizzato, bensì un uomo di cui aveva paura. Elliot scoppia in lacrime, essendosi alla fine ricordato che suo padre lo molestava sessualmente, con Mr. Robot che gli ha sempre nascosto l'amara verità affinché conservasse un'immagine positiva di sé. Vera ha un'arma in più per portare Elliot dalla sua parte, dato che quando era piccolo anche lui subì molestie dagli amici di sua madre, stringendo un'alleanza contro un mondo che deve iniziare a temere la rabbia che entrambi covano dentro. Lasciata priva di sorveglianza, Krista conficca un coltello nella schiena di Vera.

## Richiesta scaduta
- Titolo alternativo: 408 Richiesta timeout
- Titolo originale: 408 Request Timeout
- Diretto da: Sam Esmail
- Scritto da: Robbie Pickering

### Trama
1995. Il piccolo Elliot sta giocando a nascondino con Angela al Queens Museum. Elliot, che già all'epoca parlava con Mr. Robot, nasconde una chiave dentro una parete.
Presente. Appena prima che le guardie di Vera rientrino nel suo appartamento, Krista trascina un Elliot in stato confusionale a bordo di un taxi. Krista entra in una stazione di polizia per denunciare il delitto che ha commesso, augurando buona fortuna a Elliot. Quest'ultimo, inseguendo il sé bambino, ritorna al Queens Museum e recupera la chiave che aveva nascosto lì vent'anni prima. Quella chiave apriva la porta della sua cameretta e, nascondendola, Elliot evitava che suo padre potesse fargli del male. Elliot quindi si rende conto che già da bambino combatteva contro il mostro. Una squadra di uomini incappucciati irrompe a casa di Dom, sequestrando l'intera famiglia. Di fronte all'insistente rifiuto da parte di Darlene di ripristinare il suo cellulare, Janice accoltella Dom all'altezza del polmone, in modo che la morte non sopraggiunga subito e possa così mercanteggiare con Darlene. Facendo leva sul legame speciale tra le due ragazze, Janice minaccia di far uccidere i parenti di Dom uno alla volta. Darlene cede al ricatto, ma Elliot ha abbandonato il cellulare a casa di Krista e così risulta irreperibile. Janice telefona per ordinare che Trudy sia la prima vittima, ma non riesce a parlare con nessun agente della DarkArmy. Dom rivela che si era precedentemente messa in contatto con Deegan Maguire, un criminale irlandese uscito di prigione il giorno della morte di Horton, quindi la sua famiglia è al sicuro e gli agenti della DarkArmy sono stati uccisi dagli uomini di Maguire. Da terra Dom riesce a impugnare una pistola e uccidere Janice, chiamando i soccorsi e intimando Darlene di andare da Elliot.
Andato al quartier generale per lanciare l'attacco al Deus Group, Elliot parla con Mr. Robot che si dice dispiaciuto di avergli dovuto nascondere il segreto delle molestie per tutto quel tempo. Elliot dichiara di sapere che lui non è suo padre, avendolo creato appositamente perché fosse quel padre che nella vita reale non ha avuto. Elliot ora si sente troppo a terra per condurre l'attacco.

## Conflitto
- Titolo alternativo: 409 Conflitto
- Titolo originale: 409 Conflict
- Diretto da: Sam Esmail
- Scritto da: Kyle Bradstreet

### Trama
Nella testa di Elliot Mr. Robot annuncia a Magda e al piccolo Elliot che deve assumere il controllo della sua mente, affinché si possa risvegliare e lanciare l'attacco al Deus Group. Price consegna a Mr. Robot una chiavetta contenente il piano di Zhang, chiedendogli di mandarlo in fumo come avrebbe voluto Angela. Entrando nell'edificio della riunione, Price si accorge di essere l'unica persona presente, in quanto Zhang ha scoperto le sue trame con Elliot. Darlene individua il luogo in cui sono radunati gli altri membri del Deus Group, dovendone hackerare i cellulari per trasferire i soldi dalla Cyprus National Bank, mentre Mr. Robot preferisce restare lì ad aiutare Price. Zhang propone a Mr. Robot di interrompere il suo piano, rivelando che Angela in realtà non è morta ed è disposto a mostrargliela. Tornando ad assumere la propria identità, Elliot rifiuta la mano tesa da Zhang, in quanto la fsociety ha appena postato un messaggio che smaschera l'esistenza del Deus Group, in quel momento riunito al Cipriani Hotel.
I membri del Deus Group chiamano gli autisti per fuggire, ma Darlene ha bloccato l'uscita del garage in modo tale da avere il tempo di rubare i loro dati. Lo script individua 99 profili su 100, riuscendo grazie all'intervento di Elliot ad hackerare anche quello mancante di Zhang. Price afferma di non pensare che Angela sia ancora viva, tuttavia lei continua a esistere nella vita delle persone che l'hanno amata e impediranno a Zhang di vincere. Constatando che Elliot ha svuotato i conti del Deus Group, Zhang prende la pistola di una sua guardia del corpo e uccide Price. L'FBI bussa alla porta di Zhang, intento a truccarsi per diventare Whiterose, con un mandato d'arresto.

## Spariti
- Titolo alternativo: 410 Andato
- Titolo originale: 410 Gone
- Diretto da: Sam Esmail
- Scritto da: Sam Esmail

### Trama
Il mattino successivo l'attacco al Deus Group, l'identità di Whiterose è di dominio pubblico. Dom è sotto indagine da parte dell'FBI e in congedo amministrativo per sei mesi, per questa ragione le viene impedito di vedere la sua famiglia. Darlene convince Dom a fuggire insieme a lei ed Elliot, ma quest'ultimo deve restare a New York per completare la sua battaglia. Darlene lancia il comando per redistribuire i soldi di Whiterose sul portafoglio E-coin di tutti i cittadini. Leon accompagna Darlene e Dom all'aeroporto, fornendo loro i passaporti con nuove identità, e i biglietti aerei per Budapest, destinazione scelta da Darlene perché era dove sarebbe voluto andare Cisco. Dom incontra Irving, diventato uno scrittore di successo, che le autografa una copia del suo ultimo libro e la rassicura che non deve più preoccuparsi della DarkArmy, ormai rivolta verso altri obiettivi. Venuta meno l'esigenza di fuggire, Dom rinuncia a partire e Darlene si sente tradita, accusandola di preferire la routine della solita vita al brivido dell'avventura. Dom chiarisce le ragioni per cui sente di dover restare a New York, in primis la sua famiglia che ha esposto a notevoli pericoli, e lascia a Darlene il contatto di un suo amico che, quando deciderà di tornare a New York, potrà offrirle un lavoro nella polizia.
Mentre sta uscendo dall'aeroporto, Dom ha un ripensamento e decide di tornare indietro, imbarcandosi sul volo per Budapest. Nel frattempo, Darlene è scappata in bagno per un attacco di panico e ha deciso di non partire più. Dom si addormenta sull'aereo con il libro di Irving in mano e il posto accanto a lei di Darlene vuoto.

## Uscita
- Titolo alternativo: eXit
- Titolo originale: eXit
- Diretto da: Sam Esmail
- Scritto da: Sam Esmail

### Trama
Eliminati gli agenti dell'FBI giunti nella sua residenza, Zhang dichiara di essere morto e che d'ora in avanti sarà solamente Whiterose. Per vincere la guerra Elliot deve cancellare il software della macchina di Whiterose, situata nella centrale nucleare della E Corp a Washington. Avuto gioco facile nell'entrare dentro la centrale deserta, Elliot è catturato da un gruppo di agenti della DarkArmy che avevano precedentemente fatto irruzione e ucciso tutti i dipendenti. Elliot è condotto da Whiterose, che aveva acceso la sua macchina prima che lui installasse il malware, generando un'esplosione nucleare che distruggerà l'intera New York e farà nascere un mondo migliore. Whiterose impugna una pistola e si spara alla tempia, lasciando Elliot a dover scongiurare il processo di fusione del nocciolo. Elliot cerca le risposte sull'Apple IIe di Whiterose, trovando un gioco d'avventura che però non fa altro che accelerare la fusione nucleare. Preparandosi all'irreparabile, Elliot dice a Mr. Robot di volergli bene e che vivono in tempi molto interessanti.
Elliot si risveglia in un appartamento arredato con buon gusto e indossa vestiti eleganti. In questa nuova realtà Elliot è il CEO della Allsafe, fidanzato con Angela (con cui deve sposarsi l'indomani), è figlio unico e ha un buon rapporto con suo padre, ancora vivo e impiegato nel negozio di riparazioni Mr. Robot. Zhi Zhang è invece una donna miliardaria, dedita alla filantropia attraverso la Whiterose Foundation. Elliot deve stringere un accordo con la F Corp (la nuova versione della E Corp), il cui CEO è un Tyrell in abiti nerd che ricordano il look dell'Elliot del vecchio mondo. Tornato a casa, Elliot trova seduto al computer il vecchio sé.

## Whoami
- Titolo alternativo: whoami
- Titolo originale: whoami
- Diretto da: Sam Esmail
- Scritto da: Sam Esmail

### Trama
Dopo l'esplosione, Elliot si risveglia nello spazio vuoto dove prima era sita la centrale nucleare. Giunto in città, resta di stucco nel vedere il vecchio negozio di suo padre e lo sente parlare al telefono nel retrobottega col nuovo se stesso. Seguendolo fino al loro vecchio quartiere, Elliot apprende da una ragazzina di non avere una sorella. Elliot è invitato dalla madre Magda a entrare in casa, scoprendo un quadro familiare radicalmente opposto a quello della vita passata e soprattutto che dovrà sposare Angela l'indomani. Precipitatosi nell'appartamento di Angela a New York, Elliot incontra i genitori della ragazza, Price ed Emily, raggianti per il lieto evento che si sta avvicinando. Price riceve la telefonata dal nuovo Elliot e, credendolo uno scherzo del futuro genero, gli passa il telefono. Un'esplosione offre a Elliot l'occasione di dileguarsi, tornando nel suo appartamento per cercare di capire le caratteristiche del nuovo sé. Scandagliando le fotografie della sua vita apparentemente perfetta, Elliot trova una partizione nascosta denominata fsociety in cui sono presenti alcuni disegni della sua vecchia vita, Darlene compresa.
In quel momento il nuovo Elliot entra in casa. Chiedendogli spiegazioni sulla partizione nascosta, apprende che il suo alter ego ha inventato un supereroe-hacker giustiziere, l'opposto di se stesso, anche se non vorrebbe mai essere paranoico e sociofobico come lui. Quando gli tocca il braccio, si genera un nuovo terremoto e il nuovo sé sbatte la testa contro lo spigolo di un calorifero, giacendo a terra privo di sensi. Elliot risponde alla telefonata di Angela che lo ringrazia per la prima edizione di From the Mixed-Up Files of Mrs. Basil E. Frankweiler che le ha regalato. Quando il nuovo sé dà segni di rianimazione, Elliot lo uccide per poter avere quella vita bella e appagante che ha sempre desiderato.

## Ciao, Elliot
- Titolo originale: Hello, Elliot
- Diretto da: Sam Esmail
- Scritto da: Sam Esmail

### Trama
Elliot nasconde il cadavere del nuovo sé dentro uno scatolone da imballaggio, pronto a sposare Angela sulla spiaggia di Coney Island. In strada è fermato dal vigile urbano Dominique che, riscontrando come non sia Elliot Alderson e avendo notato una macchia di sangue sul suo smoking, vuole visionare il contenuto dello scatolone. Una scossa di terremoto consente a Elliot di scappare, precipitandosi in metropolitana, dove appare Mr. Robot che lo allerta di trovarsi in un mondo falso. Non credendo alle sue parole, accusandolo di volergli impedire la felicità, Elliot arriva a Coney Island e trova gli invitati alla cerimonia nuziale seduti con addosso la maschera di Fawkes. Sull'altare non c'è Angela, bensì Mr. Robot che ribadisce quanto affermato precedentemente, ossia che si trovano in un mondo finto creato non dalla macchina di Whiterose, bensì dallo stesso Elliot con l'obiettivo di tenervi bloccato il vero sé stesso.
Dopo una serie di allucinazioni in cui riappaiono alcuni personaggi del suo passato, Elliot si risveglia nello studio di Krista. Costei ammette di non essere reale, anch'essa frutto del mondo da lui generato, ed è stata scelta dagli altri personaggi per rivelargli la verità. Elliot Alderson è un ragazzo che soffre di disturbo dissociativo dell'identità e ha creato diverse maschere in cui rifugiarsi per stare alla larga dai travagli della sua vita. L'Elliot visto fino ad oggi è la Mente, l'identità più forte, quella in cui ha rinchiuso tutta la sua rabbia verso il mondo. Krista invita la Mente a chiudere definitivamente il loop, lasciando che Elliot riprenda il controllo e torni nel mondo reale. La Mente tuttavia si ribella e un nuovo terremoto fa collassare il mondo fittizio, con Elliot che si risveglia nel vecchio mondo in un letto d'ospedale. Darlene gli annuncia che è sopravvissuto all'esplosione della centrale nucleare, poiché si trovava all'interno di una stanza schermata, e che Whiterose è morta. Consapevole che la storia dell'hacker-giustiziere deve avere fine, la Mente accetta di tornare al suo ruolo originario e libera Elliot una volta per tutte.
Aprendo gli occhi, Elliot vede Darlene avvicinarsi al letto d'ospedale e salutarlo, riconoscendo in lui il vero Elliot.